# Крик

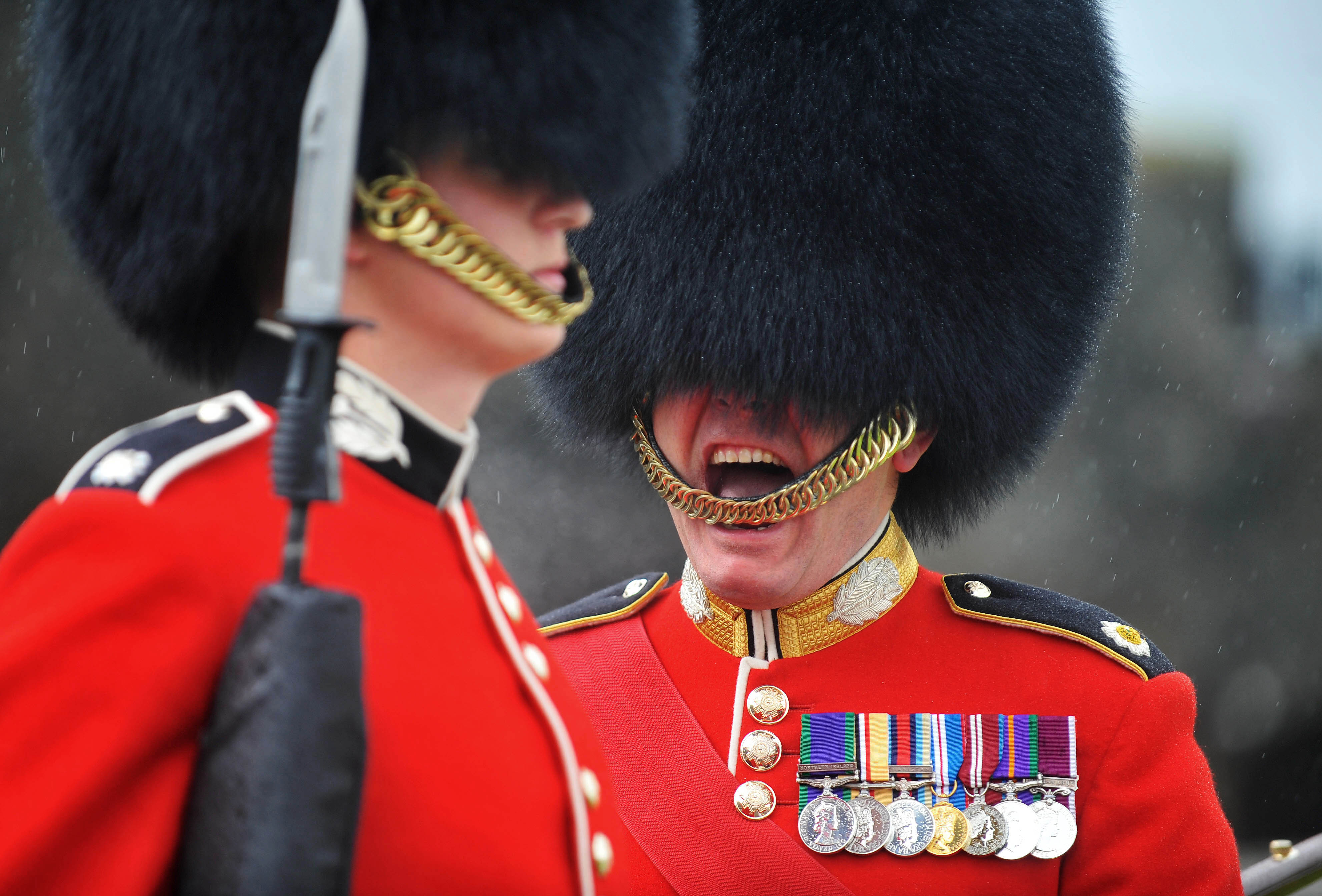
Сержант-инструктор по строевой подготовке отдаёт команды криком

Крик (также визг, вопль) — психомоторная активность, направленная на создание громкого голосового сигнала.
У животных крик помимо прочего является одной из важных форм передачи информации, тогда как у людей крик является распространённой физиологической реакцией организма на стресс и выражающей дискомфорт, а также формой выражения эмоций. Основную роль в процессе издания крика играет дыхательная система.
Фонации криков людей зависят от половозрастной характеристики. Крики грудных детей структурированы, и отклонения в спектрограмме по отношению к нормальному крику могут свидетельствовать о патологии. Частой причиной детского крика является привлечение внимания. У взрослых людей, по сравнению с обычной речью, форманты крика выражаются более высокой частотой, тогда как кепстральные расстояния для пар гласных, таких как e и u, снижаются. Частота звука крика, издаваемого мужчинами, в среднем ниже, чем у женского крика. Пожилыми людьми крик зачастую используется для перекрикивания собственной тугоухости. Уровень шума, создаваемого при нормальном разговоре, составляет 60—70 дБ, тогда как при крике его значения достигают диапазона 90—110 дБ.
Крик имеет важное социокультурное назначение. В различных целях он используется болельщиками, актёрами, военными. Так, болельщики футбольного клуба Канзас-Сити Чифс в октябре 2013 года установили мировой рекорд громкости, достигнув уровня шума в 137,5 дБ.